# Can Bertran (Ripollet)
Can Bertran és un edifici a Ripollet (Vallès Occidental) catalogat a l'Inventari del Patrimoni Arquitectònic de Catalunya.

## Arquitectura
Edifici de planta baixa més un pis. Un sòcol recorre la façana fins a l'altura de les finestres, que conjuntament amb la porta, són tres obertures de tipologia rectangular amb una decoració de puntes de diamant al nivell de les línies de llinda.
Al pis superior hi ha tres balcons: el central amb barana rectangular i els laterals semicirculars. Les mènsules que suporten els balcons tenen disposició recta al del centre i piramidal al dels laterals, en els tres casos aquestes mènsules apareixen decorades a les cantoneres exteriors amb revestiments ceràmics. A sota del balcó central, entre les mènsules que el sostenen, un seguit d'arcs cecs s'adossen al mur, presentant entre ells petits elements florals. Les baranes són de balustres de perfils arrodonits. Les finestres d'accés als balcons són allindanades, amb decoració de puntes de fletxa a la llinda, més pronunciat que al nivell inferior.
Tres voladissos a diferents alçades, el del centre més alt que els dels laterals, coronen la façana. Al bell mig del que podria ser el cos central, un escut: quadrilong francès i punxegut amb motllura de forma conopial, sense historiar.

## Història
Va néixer com a residència d'estiueig de Francisco Foyé Jones i Josefa Ràfols Riera. Aquest matrimoni tenia una botiga de joguines al carrer Banys Nous de Barcelona. La família va venir a estiuejar a Ripollet fins a la Guerra Civil. Un dels fills del matrimoni, en Marià Foyé, va arribar a ser aviador i cronista del diari "La Publicidad". Va impulsar el vol sense motor a Catalunya i va aconseguir el rècord espanyol de permanència a l'aire. També és autor del primer llibre d'aviació escrit en català. La família, després de la guerra, ja no va tornar a Ripollet i va llogar la casa.